# The Big Three Killed My Baby
«The Big Three Killed My Baby» — сингл с дебютного альбома американской рок-группы The White Stripes, который вышел в марте 1999 года. Концертная запись песни вошла в альбом Under Blackpool Lights. На стороне «B» содержится песня «Red Bowling Ball Ruth».
Большая тройка — название трёх крупнейших американских автомобилестроительных компаний, базирующихся в городе Детройт, штат Мичиган, либо в непосредственной близости от него — Chrysler Group LLC, General Motors и Ford Motor Company. Текст песни содержит нападки на компании, именно к планируемому устареванию и отсутствию инноваций. В интервью Джек Уайт заявлял, что музыка не подходит для политических сообщений.
На обложке альбома есть примечание — «Вставляйте деньги здесь». Имелись в виду затраты на содержание автомобилей, преднамеренно спроектированных так, чтобы стать преждевременно устаревшими.

## Список композиций
7"
| №  | Название                       | Автор(ы)  | Длительность |
| -- | ------------------------------ | --------- | ------------ |
| 1. | «The Big Three Killed My Baby» | Джек Уайт | 2:29         |
| 2. | «Red Bowling Ball Ruth»        | Джек Уайт | 2:05         |